# Stara Gora pri Velikem Gabru
Stara Gora pri Velikem Gabru je naselje v Občini Šmartno pri Litiji.